# Adromischus trigynus
Adromischus trigynus är en fetbladsväxtart som först beskrevs av William John Burchell, och fick sitt nu gällande namn av Karl von Poellnitz. Adromischus trigynus ingår i släktet Adromischus och familjen fetbladsväxter. Inga underarter finns listade i Catalogue of Life.